# Lorenzo Montipò
Lorenzo Montipò, né le 20 février 1996 à Novare en Italie, est un footballeur italien qui évolue au poste de gardien de but à l'Hellas Verona.

## Carrière

### En club
Il joue son premier match professionnel avec le Novare Calcio lors de la saison 2012-2013 alors que le club évolue en Série B (D2 italienne). Il joue un match la première saison, trois matchs la saison suivante avant de voir son club être relègue en troisième division. 
Toutefois, malgré la relégation, il ne prend part à aucun match lors de la saison 2014-2015 et il est prêté la saison suivante au Robur Sienne, également en troisième division. Il y fait une saison pleine en prenant part à trente-deux rencontres. La saison suivante, il est prêté au Carpi FC mais ne joue aucun match et revient six mois plus tard dans son club formateur avec qui il joue quatre rencontres de Série B lors de la seconde partie de saison. Lors de la saison 2017-2018, il est titulaire au Novara Calcio est prend part à quarante rencontres avant de quitter le club et rejoindre le Benevento Calcio.
Lors de sa première saison au club, il prend part à vingt-huit rencontres dont vingt-six de Série B.